# Patrick Pedrazzani
Patrick Pedrazzani, né le 27 janvier 1957 à Ambérac, est un dirigeant sportif,  ancien joueur et entraineur de rugby à XIII. 
Depuis 2020, Il est  membre du comité directeur de la Fédération française de rugby à XIII. 

## Biographie
Patrick Pedrazzani, mène d'abord une carrière de joueur, il joue à Villeneuve-sur-Lot. Il fait partie de l'équipe qui se qualifie en finale contre le XIII Catalan en 1981, un match qui sera interrompu après simplement quelques minutes de jeu.
Professeur de sport et d'EPS de profession, Il entraine différents clubs comme celui de Toulouse à la fin des années 2000 mais aussi de plus modestes comme celui de Montpellier et encadre celui de Saint Laurent de la Cabrerisse,.  
Il exerce également différentes responsabilités au niveau fédéral : ainsi en 2009, il est désigné Directeur technique national. 
En 2020, il se présente aux élections fédérales sur la liste d'André Janzac, il est le seul élu issu d'une autre liste que celle du Président élu, Luc Lacoste, et celui qui obtiendra le plus de voix après ce dernier.

## Carrière en rugby à XIII
- Vainqueur de la Coupe de France en 1979 avec Villeneuve XIII[8]
- Finaliste du championnat de France en 1983 avec Villeneuve XIII[9]
- Entraineur de l'équipe de « France Espoirs »  à la fin des années 1990[10]
- Entraineur adjoint de l'Équipe de France, de la fin des années 1990 au début des années 2000

## Publications
- « Jeu  à  XIII[11] et  entraînement.  Proposition  d’un  plan annuel  de  préparation ». Bordeaux,Centre régional d’études physiques et sportives de Bordeaux, mémoire de fin d’études, 59 p. dact.1978-1979[12].

### Vidéographie
Entretien du 7 septembre 2013 avec Patrick Pedrazzani (Directeur Technique National de la FFR XIII)